# Pseudotargionia comata
Pseudotargionia comata är en insektsart som först beskrevs av William Miles Maskell 1896.  Pseudotargionia comata ingår i släktet Pseudotargionia och familjen pansarsköldlöss. Inga underarter finns listade i Catalogue of Life.